# Melina Delú
Melina Aída Delú (General Pico, 18 de junio de 1976) es una política argentina del Partido Justicialista, que se desempeñó como diputada nacional por la provincia de La Pampa entre 2017 y 2021.

## Biografía
Nació en 1976 en General Pico (provincia de La Pampa). Proviene de una familia política, ya que sus padres eran políticamente activos y su abuelo se desempeñó como secretario general de la Confederación General del Trabajo de la República Argentina (CGT). Estudió relaciones internacionales en la Universidad de Belgrano, graduándose en 1998.
Trabajó como asesora legislativa en la oficina del senador nacional Carlos Verna (quien luego sería elegido gobernador de La Pampa) entre 1996 y 2003. En 2003, fue nombrada directora ejecutiva de la Casa de La Pampa en la ciudad de Buenos Aires. De 2007 a 2017 trabajó en el Instituto Provincial de Vivienda de La Pampa.
En las elecciones legislativas de 2017, fue la segunda candidata en la lista del Partido Justicialista a la Cámara de Diputados de la Nación en La Pampa, detrás de Ariel Rauschenberger. La lista fue la más votada con el 45,42% de los votos, y resultaron elegidos tanto Rauschenberger como Delú.
Es vicepresidenta primera de la comisión de Vivienda y Ordenamiento Urbano e integra como vocal las comisiones de Discapacidad; de Educación; de Relaciones Exteriores y Culto; de Seguridad Interior; y la comisión especial de Modernización del Funcionamiento Parlamentario. Votó a favor de los dos proyectos de ley de Interrupción Voluntaria del Embarazo que fueron debatidos por el Congreso en 2018 y 2020. Aunque inicialmente planeaba votar en contra del primer proyecto de 2018, el entonces diputado Sergio Ziliotto (quien luego fue elegido gobernador de La Pampa) convenció a Delú de cambiar de opinión y ambos definieron la votación a favor a última hora.
Antes de las elecciones primarias de 2021, fue confirmada candidata suplente al Senado de la Nación en la lista del Frente de Todos en La Pampa.